# Stilometria
La stilometria è un'applicazione dello studio dello stile solitamente riferito alla lingua scritta. È stata anche applicata con successo alla musica, alla pittura e agli scacchi. Un'altra definizione la descrive come la disciplina linguistica che valuta lo stile di un autore attraverso l'applicazione dell'analisi statistica alle sue opere.
La stilometria viene spesso utilizzata per attribuire la paternità a documenti anonimi o con paternità contestata. Ha applicazioni legali, accademiche e letterarie, che vanno, ad esempio, dalla questione della paternità delle opere di Francesco Petrarca e presenta somiglianze metodologiche con l'analisi della leggibilità del testo.
La stilometria può essere utilizzata per smascherare autori anonimi o conosciuti tramite pseudonimi. Gli autori possono utilizzare delle tecniche di difesa note come adversarial stylometry per contrastare l'identificazione dei propri testi tramite stilometria e conservare l'anonimato eliminando le proprie caratteristiche stilistiche senza modificarne il contenuto significativo centrale.